# Bibircses kecskerágó
A bibircses kecskerágó (Euonymus verrucosus) a kecskerágó-virágúak (Celastrales) rendjébe és a kecskerágófélék (Celastraceae) családjába tartozó faj.

## Előfordulása
A bibircses kecskerágó Közép-, Kelet- és Délkelet-Európában honos. További állományai Törökországban, a Kaukázus régióban, valamint Kinában találhatók meg.

## Megjelenése
Lassan növő fajta, tőről jól sarjadzik. Általában 2,5 méter magas cserje.

## Életmódja
A bibircses kecskerágó élőhelye a lombos és tűlevelű erdők, erdőszélek, sziklacserjések.

## Képek

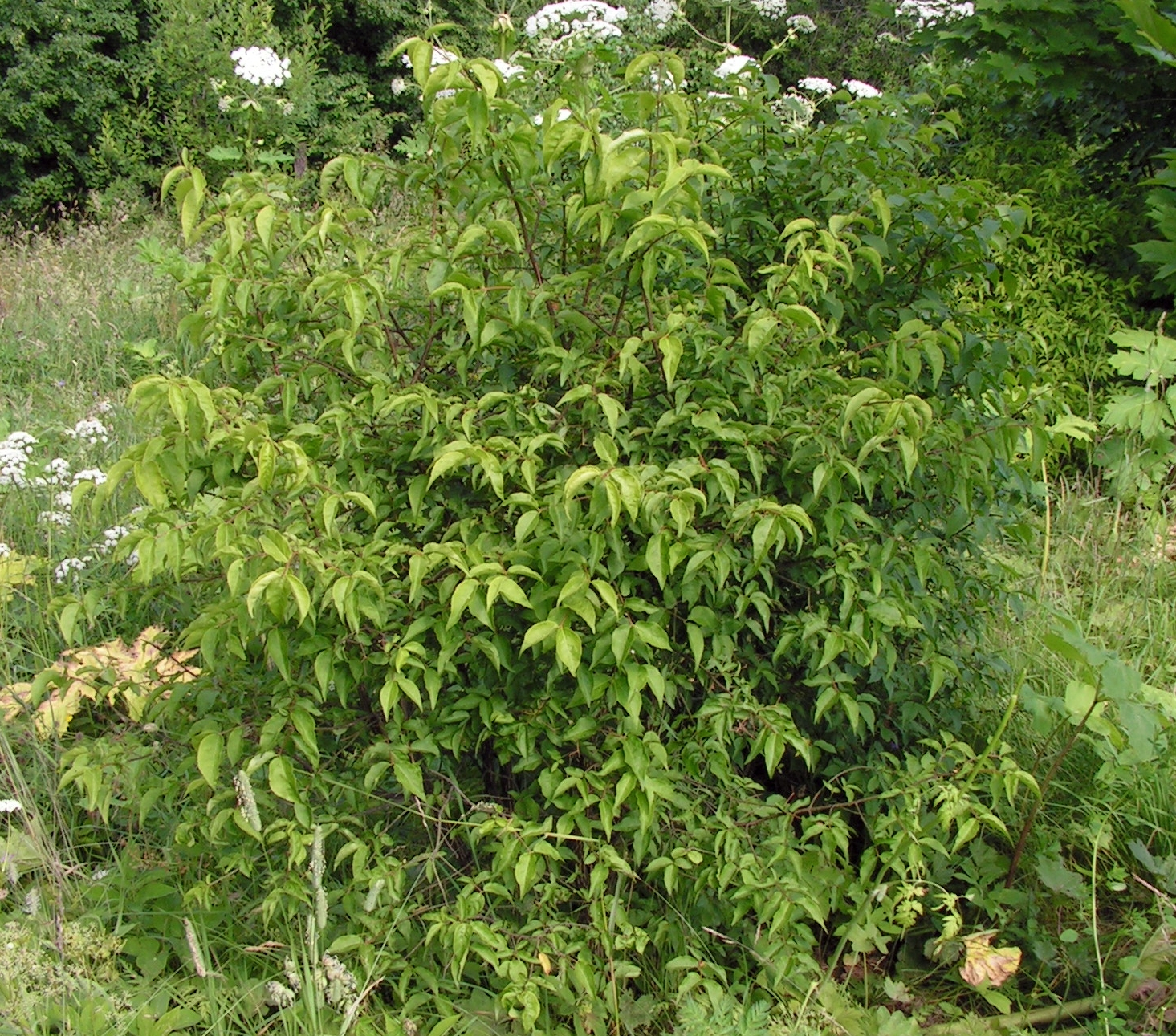
A növény
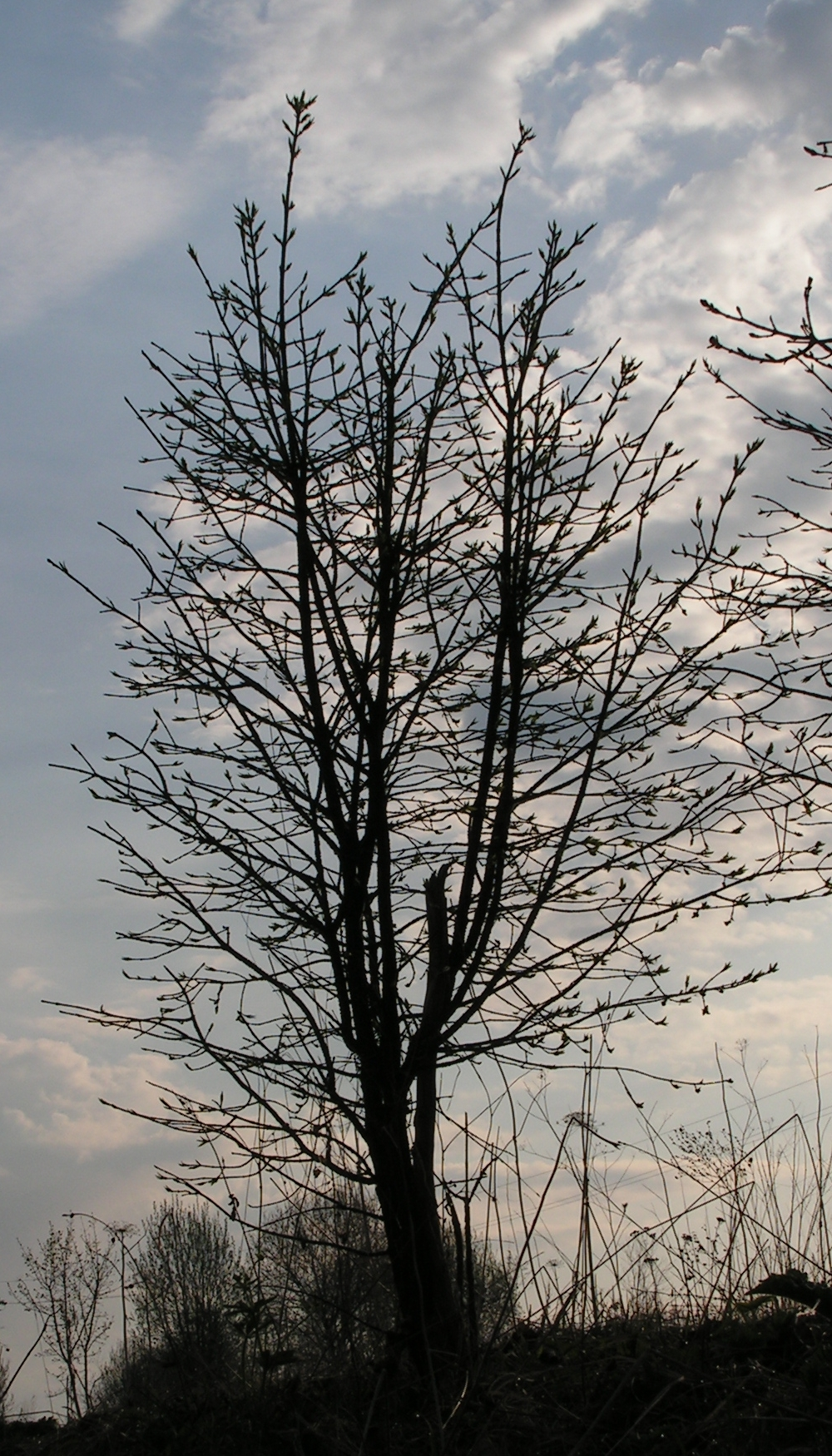
Faméretű példány télen
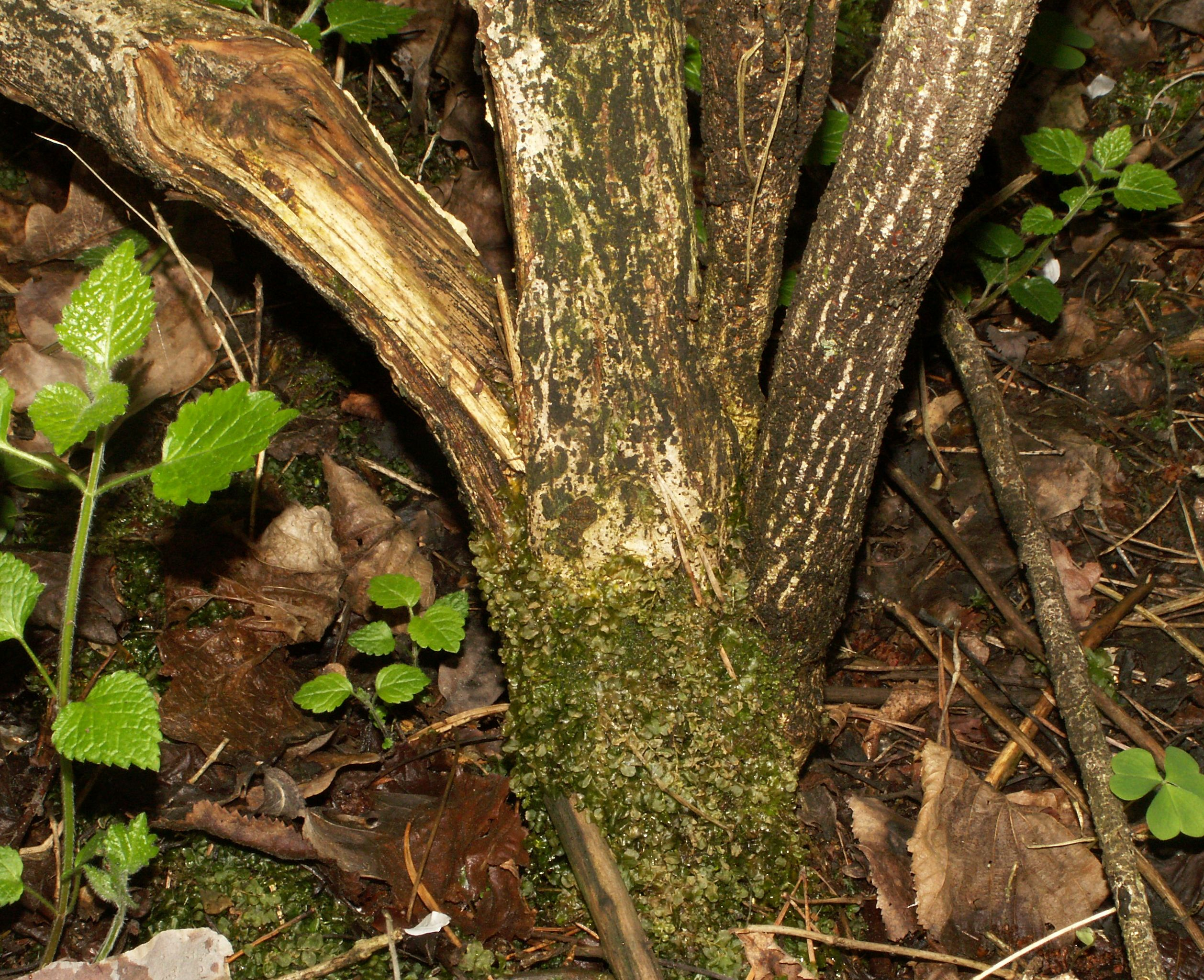
Törzse
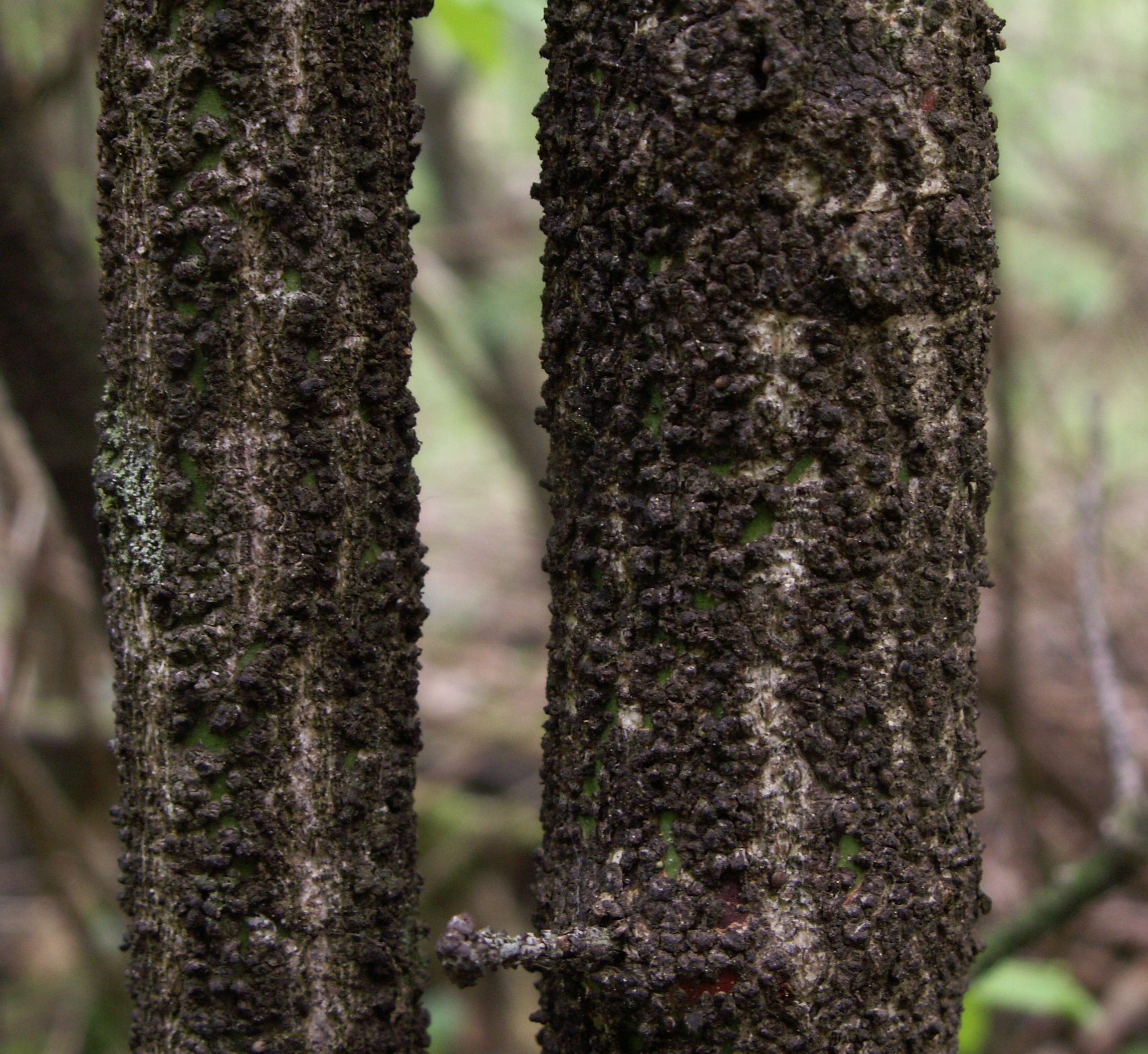
Kérge
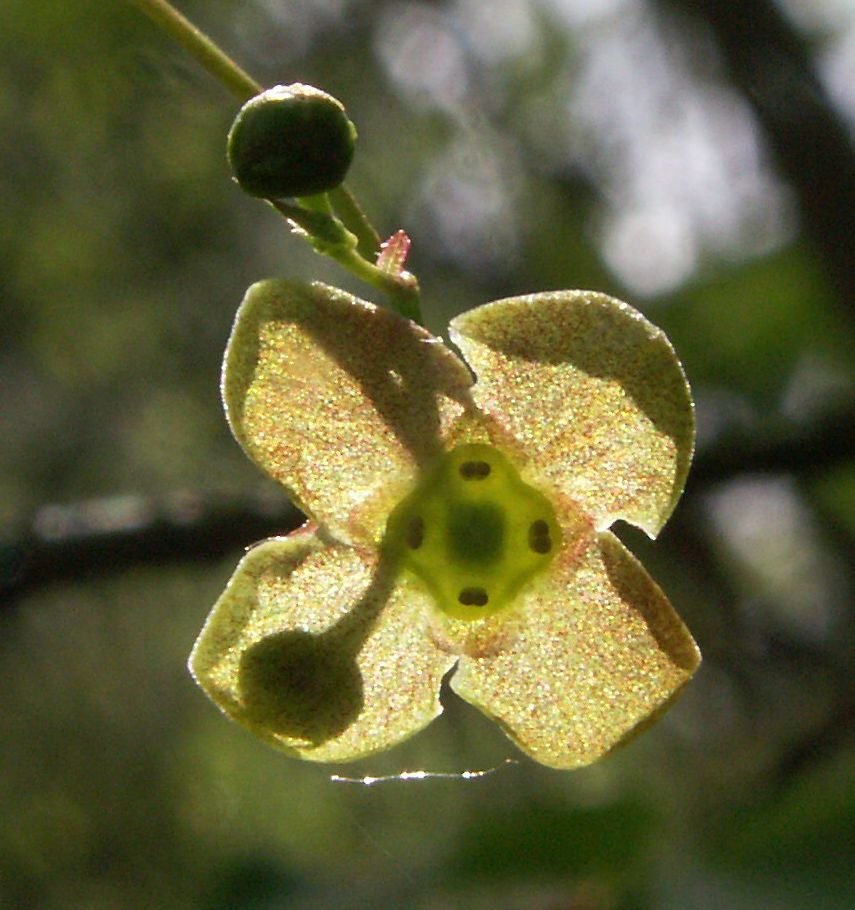
Virága
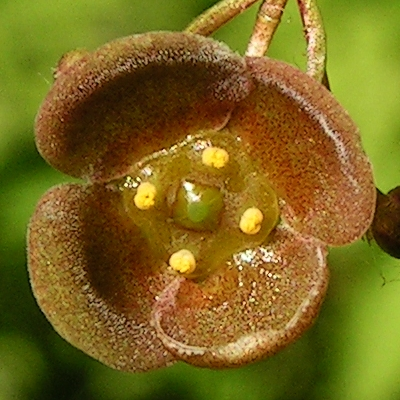
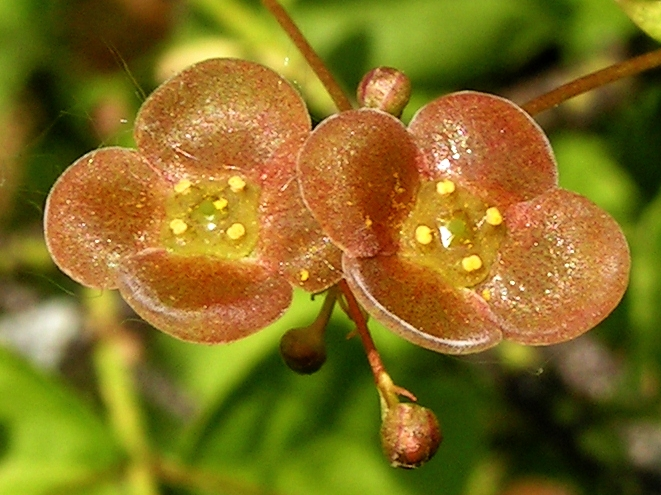
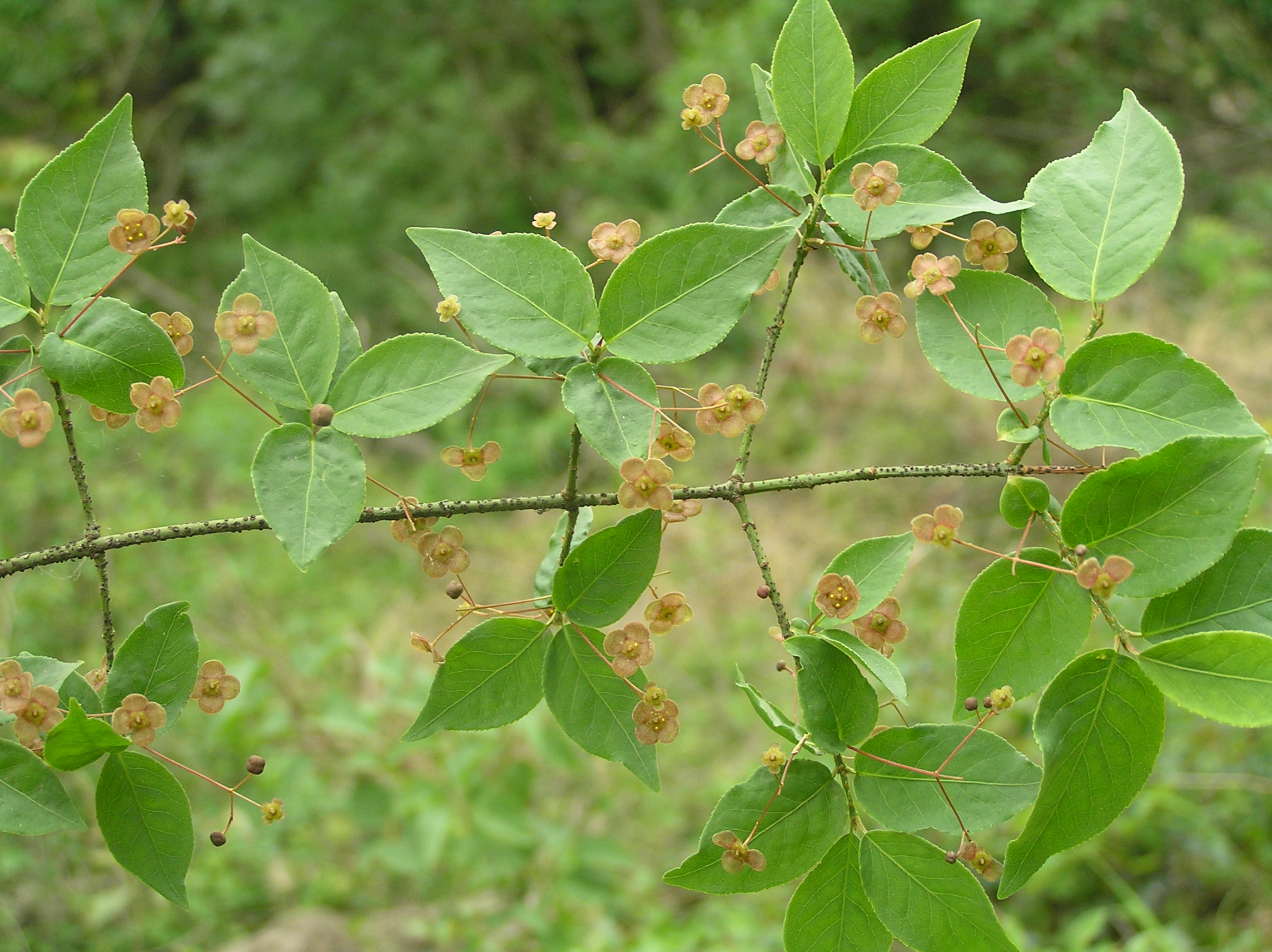
Sok virág egy ágon
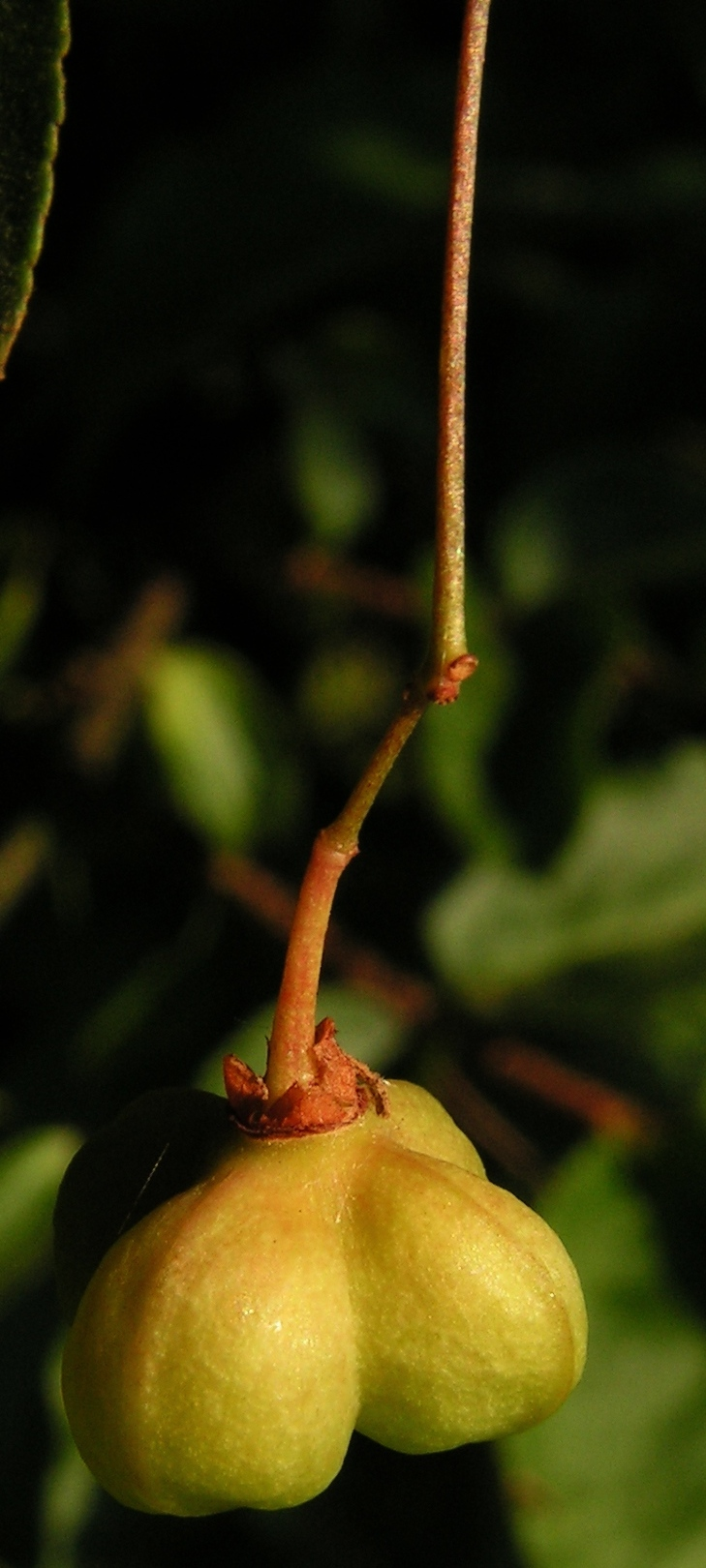
Éretlen termései
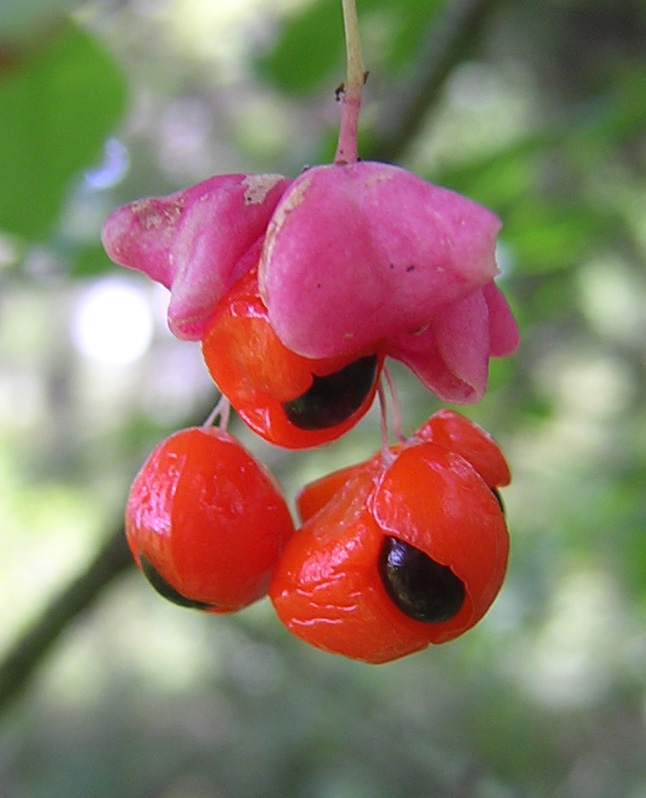
és érett termései
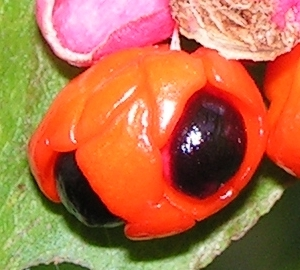
Termése közelről
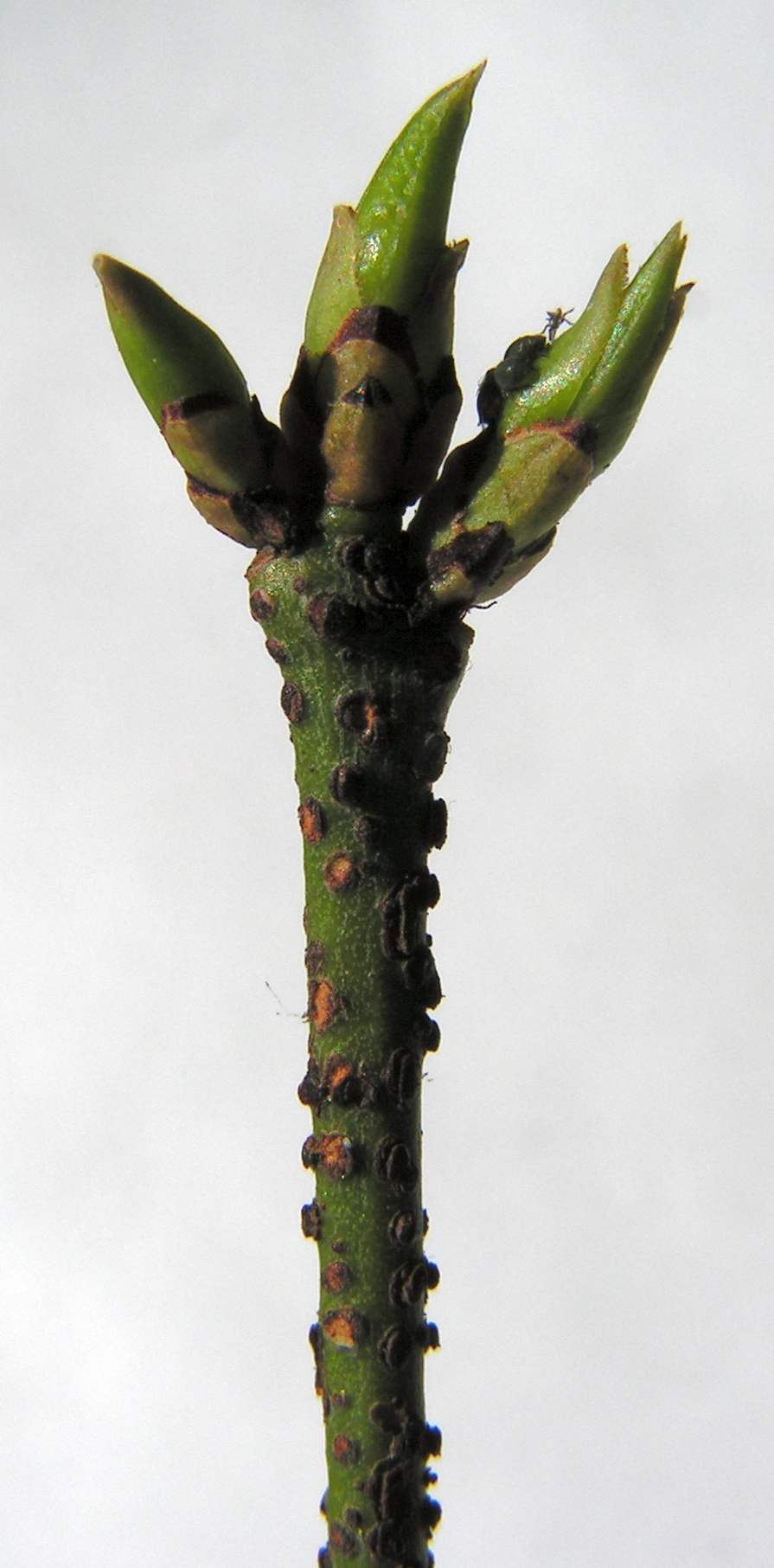
Rügyei
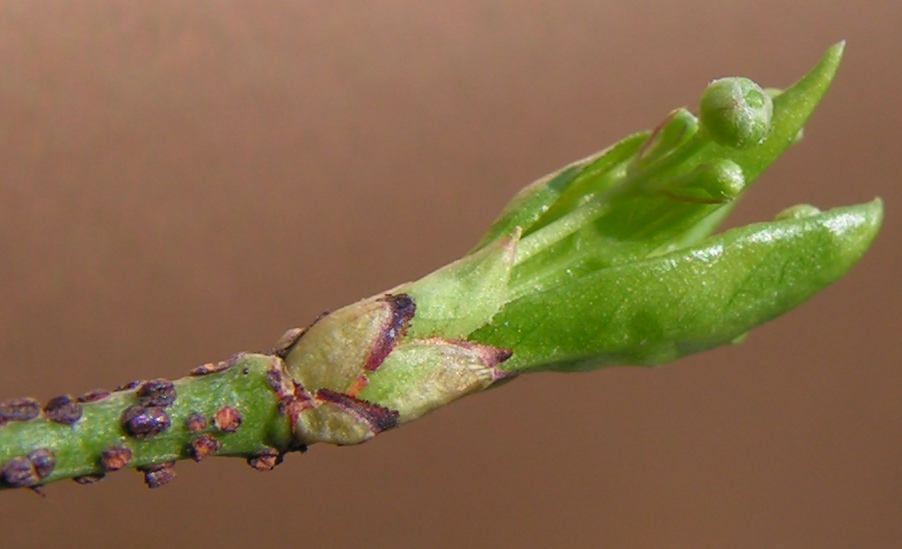
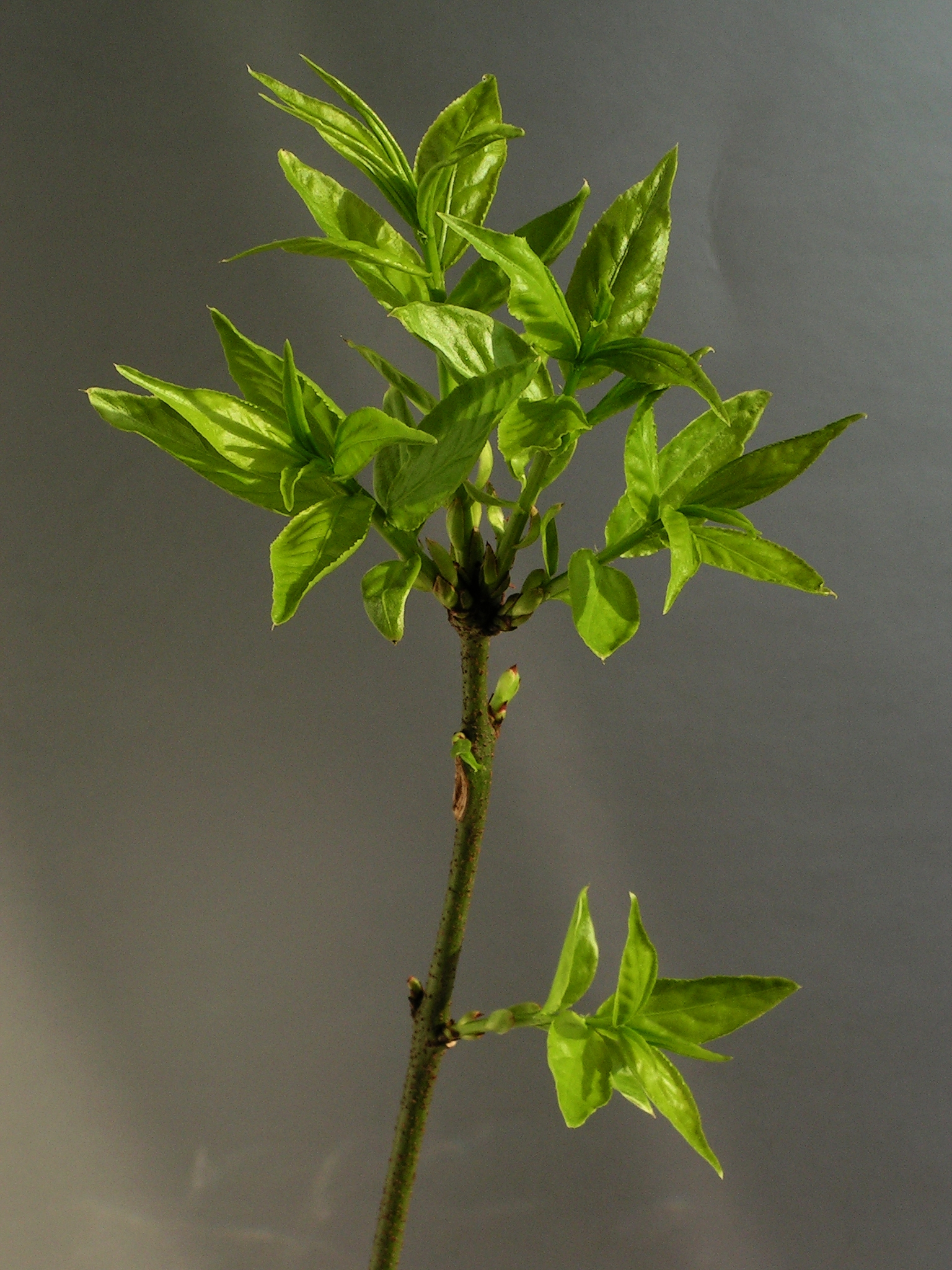
Levelei
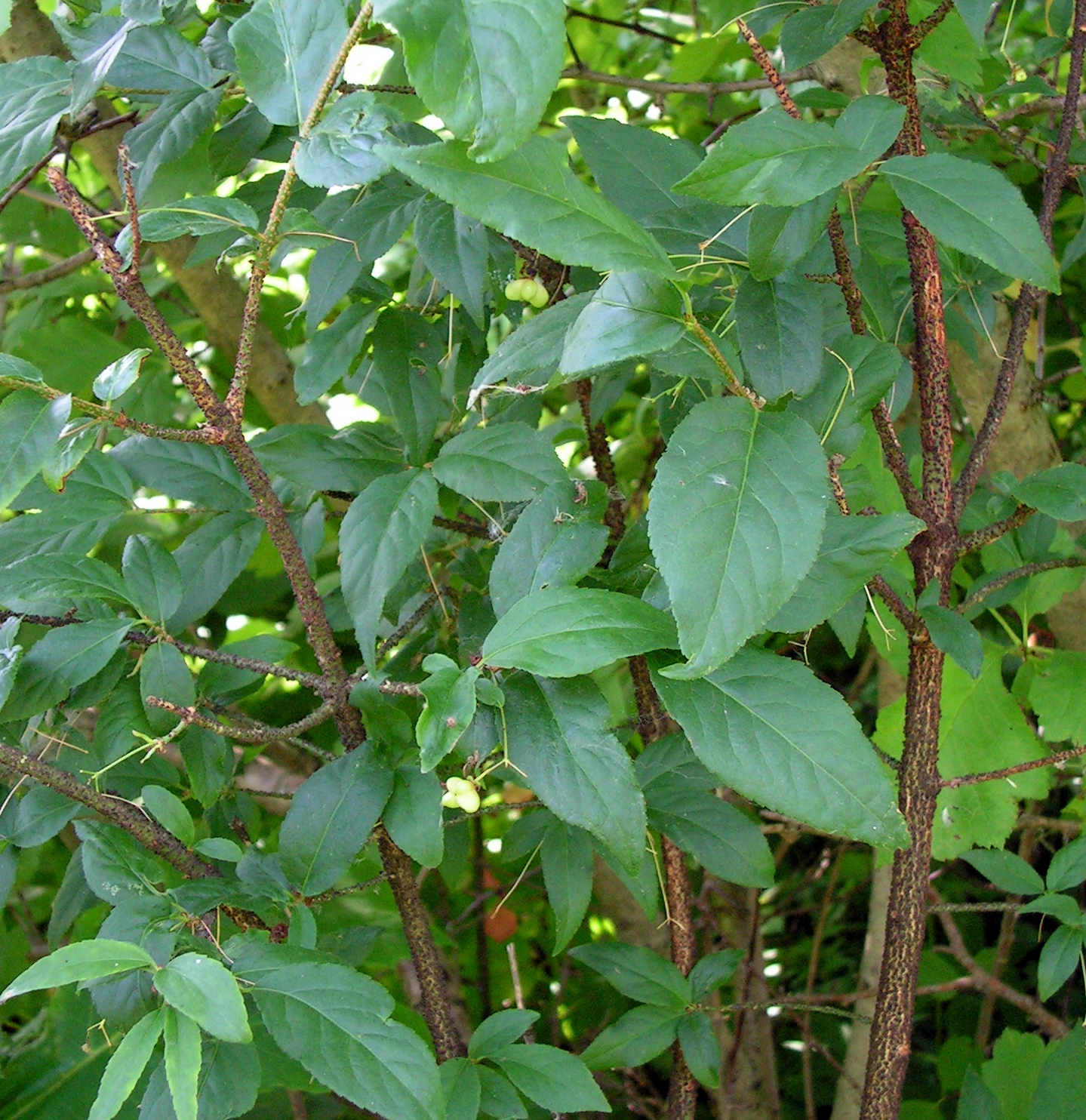
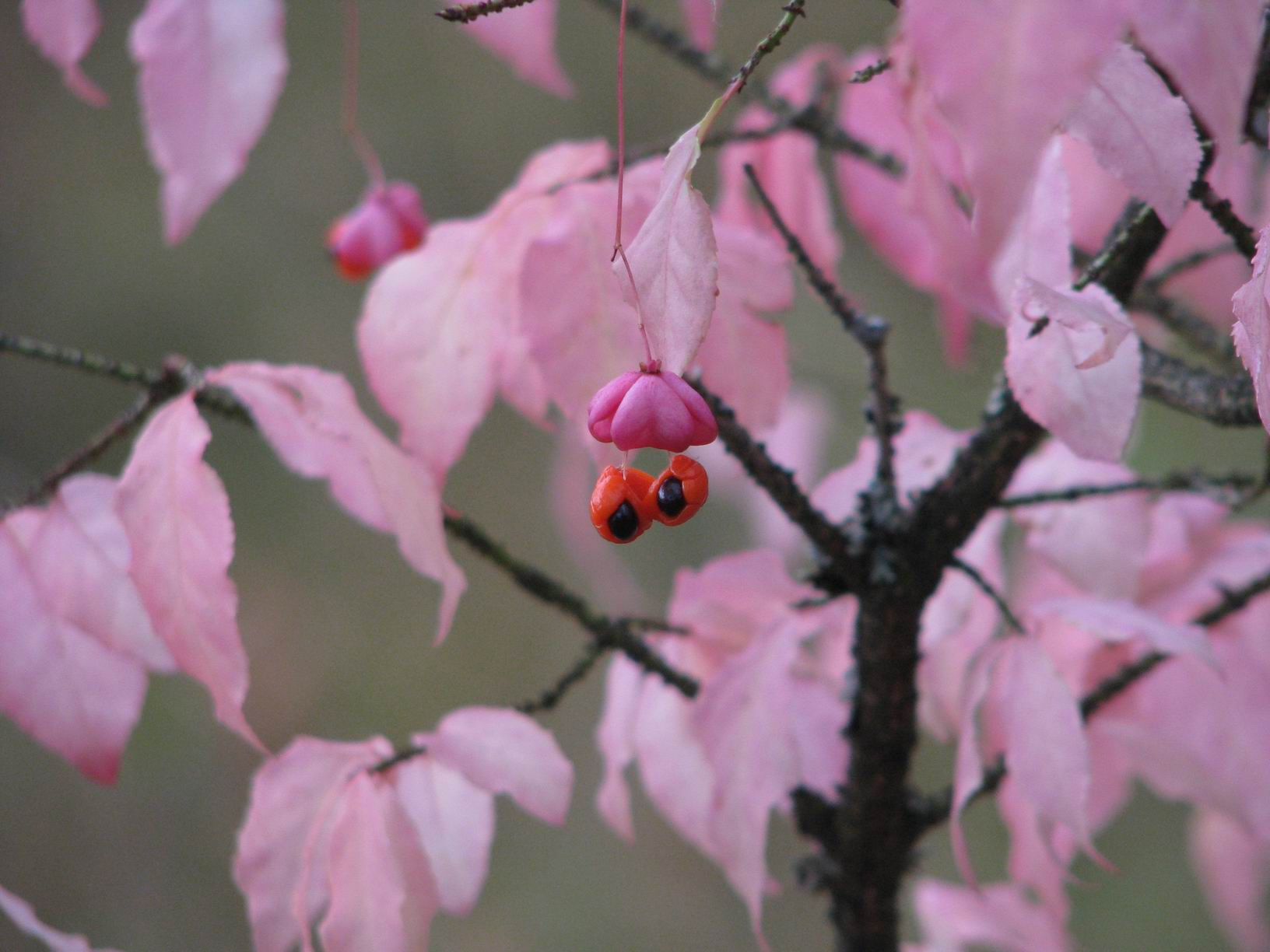
Őszi
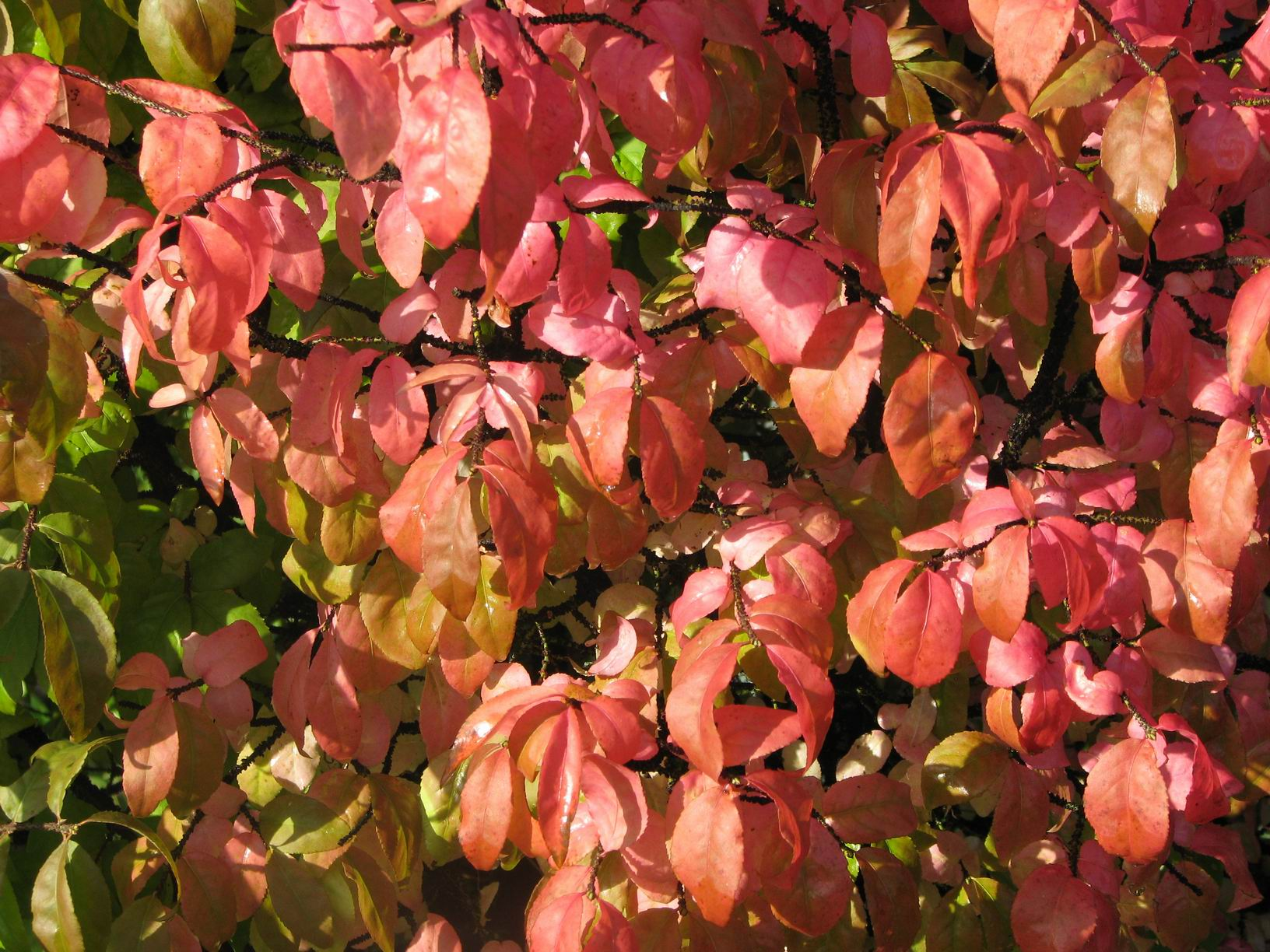
színekben
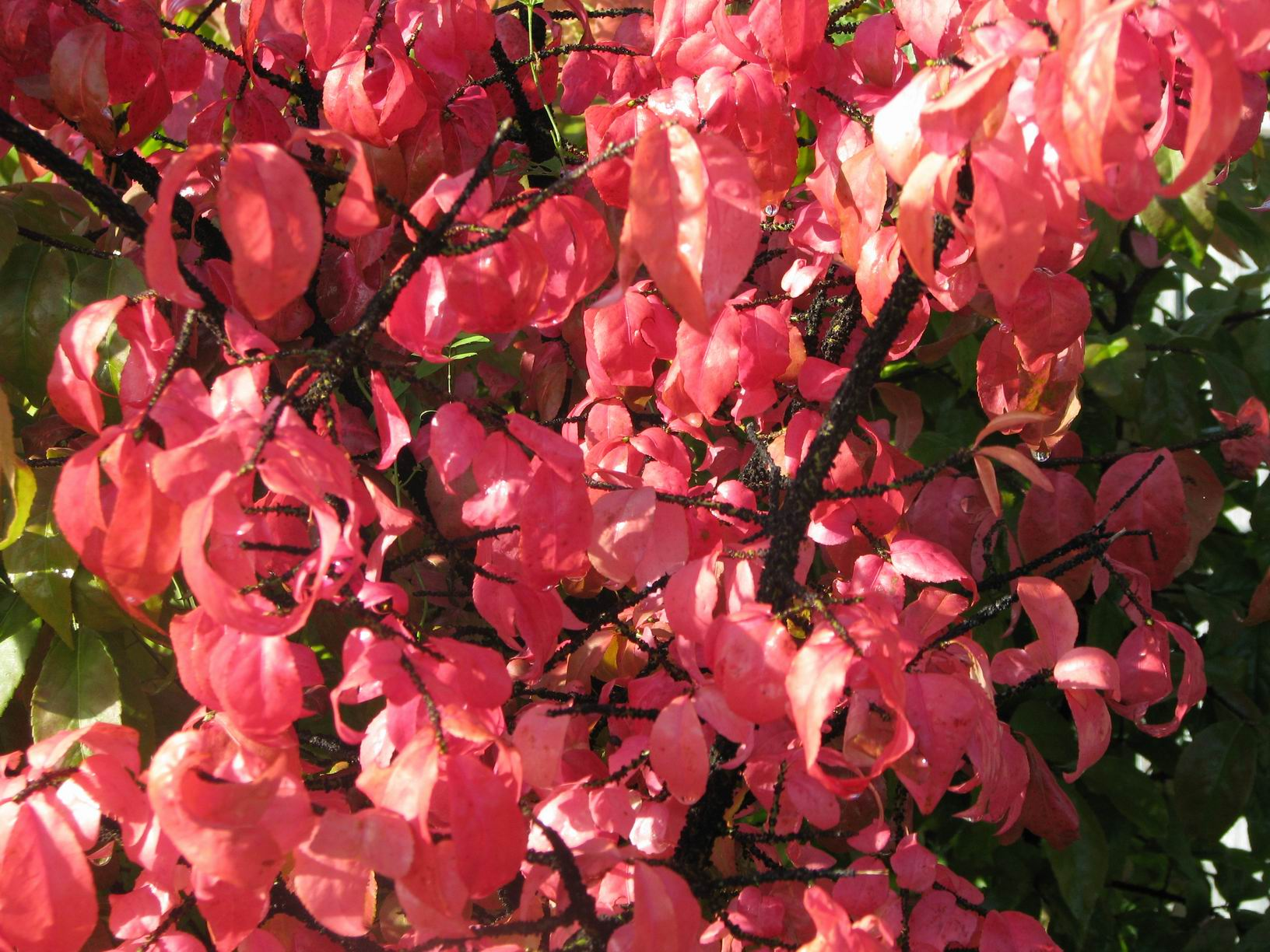
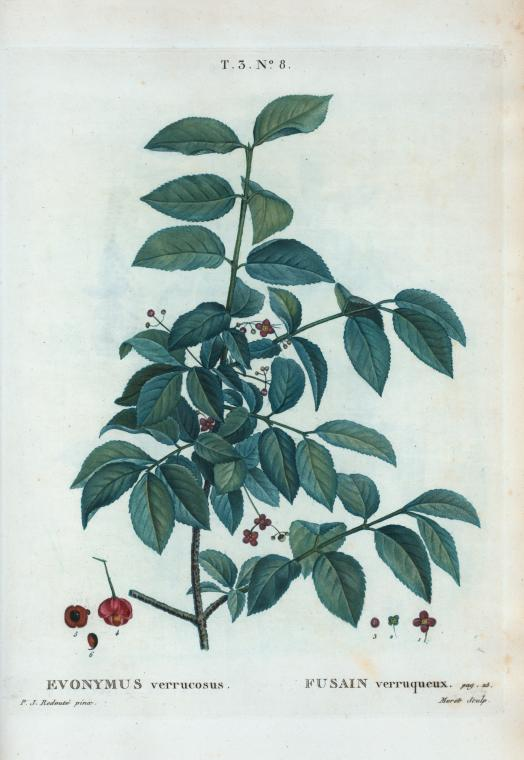
Rajz a növényről